# Montoison
Montoison là một xã thuộc tỉnh Drôme trong vùng Auvergne-Rhône-Alpes ở đông nam nước Pháp. Xã Montoison nằm ở khu vực có độ cao từ 129-261 mét trên mực nước biển.